# Terry Matalas
Terry Matalas (Nueva Jersey, 11 de diciembre de 1975) es un guionista, director y productor ejecutivo de televisión estadounidense, mejor conocido por cocrear y dirigir la serie de televisión 12 Monkeys, que se emitió durante cuatro temporadas en SyFy. Fue showrunner de la cuarta temporada de MacGyver para CBS (2020) y de la segunda y tercera temporada de Star Trek: Picard en Paramount+ (2022-2023).

## Biografía y educación
Matalas creció cerca de Raritan, Nueva Jersey. Cuando era adolescente, la película favorita de Matalas era Regreso al futuro, y Star Trek: The Next Generation era uno de sus programas favoritos. Terminó trabajando en proyectos relacionados con ambos títulos más adelante en su carrera profesional.
Matalas asistió al Emerson College en Boston, donde conoció a su frecuente colaborador Travis Fickett.

## Carrera

### Inicios de carrera: 2001-2012
Matalas comenzó su carrera trabajando en las series de televisión Star Trek: Voyager y Star Trek: Enterprise, siendo escritor de dos historias para esta última. También escribió para Terra Nova en Fox y Nikita en The CW.
En 2011, Matalas y Fickett escribieron la novela gráfica Witch para Kickstart Comics. En 2012, Matalas escribió la miniserie de cómics Star Trek: La Nueva Generación, Hive, para IDW Publishing.

### 12 Monkeys
Matalas dice que siempre quiso crear una serie de televisión sobre viajes en el tiempo. En 2013, él y Fickett coescribieron un guion piloto llamado Splinter. Su guion recibió respuestas positivas y terminó en las oficinas de Atlas Entertainment, la productora que produjo la película de 1995 12 Monkeys. La compañía le dijo a Matalas y Fickett que habían estado planeando hacer un reboot de la película como una serie de televisión, y que querían que ambos reescribieran Splinter para que fuera el piloto de 12 Monkeys. En lugar de reescribir completamente el guion, Matalas sugirió simplemente cambiar los nombres de los personajes por los de 12 Monkeys. Atlas estuvo de acuerdo y SyFy ordenó la serie. El programa duró cuatro temporadas.
Durante su emisión, 12 Monkeys obtuvo elogios de la crítica y una base de espectadores fieles. El programa ha sido elogiado por su lógica consistente con respecto a los viajes en el tiempo, a lo que Matalas dijo que su regla en la sala de escritores era: "Si tienes que dibujar una línea de tiempo en una pizarra, entonces no podemos usarla". Tanto el elenco como el equipo, incluido Matalas, acogieron al fandom del programa interactuando con ellos a través de las redes sociales para responder preguntas.
Matalas a menudo metía easter eggs dentro de la serie. En la segunda temporada, el Hotel Emerson lleva el nombre de su alma mater, y tiene un reloj que siempre está configurado a las 10:04 en referencia a Regreso al futuro. Matalas también eligió a Christopher Lloyd para participar en la tercera temporada de 12 Monkeys. Matalas mencionó que esto fue para él un "sueño hecho realidad".

### Trabajos recientes
En 2018, Matalas realizó una serie dramática original para CBS titulada Apex. Ese mismo año, fue contratado como productor en la serie de televisión Nightflyers de SyFy, una adaptación de la novela homónima de George RR Martin.
En 2019, Matalas se incorporó al reboot de MacGyver para CBS, como showrunner de la cuarta temporada.
La serie dramática creado, dirigida y escrita por Matalas, The Last American Vampire, fue anunciada para el extinto servicio de streaming Quibi. Matalas había vendido originalmente el proyecto a NBC como una adaptación de la novela Abraham Lincoln, Vampire Hunter.
En 2022, Matalas se convirtió en el co-showrunner de Star Trek: Picard para la segunda temporada, y se desempeñó como único showrunner para la tercera y última temporada.
En 2024, Matalas fue contratado por Marvel Studios como showrunner de una serie de televisión del Universo Cinematográfico de Marvel protagonizada por el personaje Vision, cuyo estreno está previsto para 2026.

## Vida personal
Mientras estaba dirigiendo 12 Monkeys, Matalas se convirtió en padre. Durante ese tiempo, también perdió a su propio padre.
Matalas es un restaurador oficial de los coches DeLorean originales de la película Regreso al futuro, y él y su compañero entusiasta Joe Walser pasaron casi dos años trabajando para restaurar el coche original. Desde su finalización, el coche se encuentra en el Museo del Automóvil Petersen. Matalas también posee una segunda réplica del DeLorean, construida con partes del segundo coche protagonista de la película. Ha aparecido en los Premios de la Academia, en anuncios del Super Bowl y en Jay Leno's Garage.

## Filmografía

### Películas
| Año           | Título                      | Créditos |
| ------------- | --------------------------- | -------- |
| Por confirmar | Nueva versión de Enemy Mine | Escritor |

### Televisión
| Año           | Título                     | Créditos                                                                                |
| ------------- | -------------------------- | --------------------------------------------------------------------------------------- |
| 2003          | Star Trek: Enterprise      | Escritor (Temporada 3)                                                                  |
| 2011          | Terra Nova                 | Escritor (Temporada 1)                                                                  |
| 2012-2013     | Nikita                     | Guionista, productor (temporadas 3 y 4)                                                 |
| 2015-2018     | 12 Monkeys                 | Creador, showrunner, guionista, director, productor ejecutivo (temporadas 1 a 4)        |
| 2017          | Blood Drive                | Productor consultor (Temporada 1)                                                       |
| 2018          | Nightflyers                | Escritor, productor consultor (temporada 1)                                             |
| 2020          | MacGyver                   | Showrunner, productor ejecutivo (temporada 4)                                           |
| 2022-2023     | Star Trek: Picard          | Co-showrunner, guionista, director, productor ejecutivo (temporada 2 y 3)               |
| 2024          | Impractical Jokers         | Aparece en el objetivo del desafío Rueda de la Perdición de Q en "Bowling for Dollars". |
| 2026          | Serie de Visión sin título | Creador, showrunner, productor ejecutivo                                                |
| Por confirmar | Magic: The Gathering       | Showrunner                                                                              |

## Premios y nominaciones notables
| Año  | Premios                         | Categoría                                                   | Trabajo nominado                                      | Resultado | Ref.   |
| ---- | ------------------------------- | ----------------------------------------------------------- | ----------------------------------------------------- | --------- | ------ |
| 2023 | Astra TV Awards                 | Mejor dirección en una serie de streaming, drama            | Star Trek: Picard: "The Last Generation" (Paramount+) | Nominado  | [ 26 ] |
| 2023 | Astra TV Awards                 | Mejor guion en una serie de transmisión en streaming, drama | Star Trek: Picard: "The Last Generation" (Paramount+) | Ganador   | [ 26 ] |
| 2024 | Writers Guild of America Awards | Televisión: Drama episódico                                 | Star Trek: Picard: "The Last Generation" (Paramount+) | Nominado  | [ 27 ] |